# Magnus Cort
Magnus Cort Nielsen (Bornholm, 16 januari 1993) is een Deens wielrenner die sinds 2024 rijdt voor Uno-X Pro Cycling Team. In 2011 werd hij Deens kampioen bij de junioren.
Cort baarde opzien in de Ronde van Frankrijk van 2022. De Deen ging in de eerste week van deze editie vrijwel dagelijks in de aanval en droeg langdurig de bolletjestrui. Vervolgens wist Cort de tiende etappe naar Megève te winnen. Na de veertiende etappe verliet Cort noodgedwongen voortijdig de wedstrijd na een positieve test op COVID-19.

## Overwinningen
2011
3e etappe deel B en 4e etappe Vredeskoers voor junioren
Eindklassement Vredeskoers voor junioren
 Deens kampioen op de weg, junioren
2013
6e etappe Ronde van Thüringen, beloften
Bergklassement Ronde van Thüringen, beloften
1e etappe Ronde van Luik
1e en 4e etappe Ronde van Denemarken
2014
1e en 2e etappe Istrian Spring Trophy
Eindklassement Istrian Spring Trophy
Himmerland Rundt
Destination Thy
Ringerike GP
3e etappe Tour des Fjords
Jongerenklassement Tour des Fjords
3e en 4e etappe Ronde de l'Oise
Eind-, punten- en jongerenklassement Ronde de l'Oise
1e etappe Ronde van Denemarken
2016
2e etappe Ronde van Denemarken
18e en 21e etappe Ronde van Spanje
2017
3e etappe Ronde van Valencia
Clásica de Almería
2018
Jongerenklassement Ronde van Dubai
4e etappe Ronde van Oman
2e etappe Ronde van Yorkshire
15e etappe Ronde van Frankrijk
5e etappe BinckBank Tour
2019
4e etappe Parijs-Nice
Bergklassement Ronde van Duitsland
2020
2e etappe Ster van Bessèges
Puntenklassement Ster van Bessèges
16e etappe Ronde van Spanje
2021
8e etappe Parijs-Nice
4e etappe Route d'Occitanie
6e, 12e en 19e etappe Ronde van Spanje
Prijs voor de Strijdlust Ronde van Spanje
2022
1e etappe Gran Camiño
10e etappe Ronde van Frankrijk
2023
2e en 3e etappe Ronde van de Algarve
Puntenklassement Ronde van de Algarve
10e etappe Ronde van Italië
2024
2e etappe Critérium du Dauphiné
4e etappe Arctic Race of Norway
Eind- en puntenklassement Arctic Race of Norway
2e etappe Ronde van Denemarken
Veneto Classic
2025
1e, 2e en 5e etappe O Gran Camiño
Puntenklassement O Gran Camiño

## Resultaten in voornaamste wedstrijden
| Jaar | Ronde van Italië | Ronde van Frankrijk | Ronde van Spanje |
| ---- | ---------------- | ------------------- | ---------------- |
| 2015 |                  |                     |                  |
| 2016 |                  |                     | 133e (2)         |
| 2017 |                  |                     | 126e             |
| 2018 |                  | 68e (1)             |                  |
| 2019 |                  | 104e                |                  |
| 2020 |                  |                     | 67e (1)          |
| 2021 |                  | 56e                 | 77e (3)          |
| 2022 | 95e              | opgave (1)          |                  |
| 2023 | 62e (1)          | 96e                 |                  |
| 2024 |                  | 57e                 |                  |
| 2025 |                  | 130e                |                  |

| Jaar | Milaan-San Remo | Gent-Wevelgem | Ronde van Vlaanderen | Parijs-Roubaix | Amstel Gold Race | Luik-Bast.‑Luik | Ronde van Lombardije | Bretagne Classic | Parijs-Tours |  | WK op de weg |  | Wereldranglijsten |
| ---- | --------------- | ------------- | -------------------- | -------------- | ---------------- | --------------- | -------------------- | ---------------- | ------------ |  | ------------ |  | ----------------- |
| 2015 |                 | opgave        | 102e                 | 132e           |                  |                 |                      | 10e              |              |  |              |  | 168e (UWT)        |
| 2016 |                 | opgave        | 53e                  | 43e            |                  |                 |                      |                  | 33e          |  | 29e          |  | 101e (UWT)        |
| 2017 | 11e             | opgave        | 30e                  | opgave         |                  |                 |                      |                  |              |  | 29e          |  | 86e (UWT)         |
| 2018 | 8e              | 24e           | 20e                  | opgave         |                  |                 |                      |                  |              |  |              |  | 93e (UWT)         |
| 2019 | 15e             | opgave        | 108e                 | opgave         |                  |                 |                      |                  |              |  | opgave       |  |                   |
| 2020 | 101e            |               |                      |                |                  |                 | buit.tijd            |                  |              |  |              |  |                   |
| 2021 | 62e             |               |                      |                | 39e              |                 |                      |                  |              |  | opgave       |  |                   |
| 2022 |                 |               |                      |                |                  |                 |                      | 46e              |              |  | 35e          |  |                   |
| 2023 | 14e             |               |                      |                |                  |                 |                      |                  | 103e         |  | opgave       |  |                   |
| 2024 |                 |               |                      |                |                  |                 |                      |                  | 106e         |  | 24e          |  |                   |
| 2025 | 6e              |               |                      |                |                  | 84e             |                      |                  |              |  |              |  |                   |

### Resultaten in kleinere rondes
| Jaar | Ronde van Dubai | Parijs-Nice | Tirreno-Adriatico | Ronde van het Baskenland | Ronde van Romandië | Ronde van Californië | Critérium du Dauphiné | Ronde van Zwitserland | Benelux Tour | Ronde van Guangxi |
| ---- | --------------- | ----------- | ----------------- | ------------------------ | ------------------ | -------------------- | --------------------- | --------------------- | ------------ | ----------------- |
| 2015 |                 |             | opgave            |                          |                    |                      | 109e                  |                       | 61e          |                   |
| 2016 |                 | 112e        |                   |                          |                    |                      |                       | 100e                  |              |                   |
| 2017 |                 | 73e         |                   |                          |                    |                      |                       | 129e                  | opgave       | 12e               |
| 2018 | ↑               | 52e         |                   |                          |                    |                      |                       | 62e                   | 75e (1)      |                   |
| 2019 |                 | 71e (1)     |                   |                          |                    | opgave               | 19e                   |                       |              |                   |
| 2020 |                 |             | opgave            |                          |                    |                      |                       |                       |              |                   |
| 2021 |                 | 57e (1)     |                   | opgave                   | 19e                |                      |                       |                       |              |                   |
| 2022 |                 |             | opgave            |                          |                    |                      |                       |                       |              |                   |
| 2023 |                 | 61e         |                   |                          | 69e                |                      |                       |                       |              |                   |
| 2024 |                 |             | opgave            |                          |                    |                      | 53e (1)               |                       |              |                   |
| 2025 |                 |             | 110e              |                          |                    |                      |                       |                       |              |                   |

(*) tussen haakjes aantal individuele etappe-overwinningen

## Ploegen
- 2012 –  Team Concordia Forsikring-Himmerland
- 2013 –  Team Cult Energy
- 2014 –  Cult Energy Vital Water
- 2014 –  Orica GreenEDGE (stagiair vanaf 1 augustus)
- 2015 –  Orica GreenEDGE
- 2016 –  Orica GreenEDGE/Orica-BikeExchange[1]
- 2017 –  Orica-Scott
- 2018 –  Astana Pro Team
- 2019 –  Astana Pro Team
- 2020 –  EF Education First Pro Cycling
- 2021 –  EF Education-Nippo
- 2022 –  EF Education-EasyPost
- 2023 –  EF Education-EasyPost
- 2024 –  Uno-X Pro Cycling Team
- 2025 –  Uno-X Mobility

Albasini · Bewley · Chaves · Clarke · Docker · Durbridge · Ewan · Gerrans · Goss · Hayman · Hepburn · Howard · Howson · Impey · Keukeleire · Kruopis · Lancaster · Matthews · Meier · C.Meyer · Mouris · Santaromita · Schurter · Tuft · Weening · A.Yates · S.Yates · Cort (stagiair)
Albasini · Bewley · Blythe · Chaves · Clarke · Cort · Docker · Durbridge · Ewan · Gerrans · Hayman · Hepburn · Howard · Howson · Impey · Keukeleire · Lancaster · Matthews · Meier · C.Meyer · Mouris · Santaromita · Tuft · Weening · A.Yates · S.Yates
Albasini · Bewley · Chaves · Cheung · Cort · Docker · Durbridge · Edmondson · Ewan · Gerrans · Haig · Hayman · Hepburn · Howson · Impey · Juul-Jensen · Keukeleire · Matthews · Meier · Mezgec · Plaza · Power · Tuft · Txurruka · Verona · A.Yates · S.Yates · Schultz (stagiair)
Albasini · Bewley · Chaves · Cheung · Cort · Docker · Durbridge · Edmondson · Ewan · Gerrans · Haig · Hayman · Hepburn · Howson · Impey · Juul-Jensen · Keukeleire · Kluge · Kreuziger · Mezgec · Plaza · Power · Tuft · Verona · A. Yates · S. Yates
Bilbao · Bïjigitov · Cataldo · Cort · De Vreese · Fominykh · Fraile · Fuglsang · Gatto · Gïdïç · Groezdev · Hansen · Hirt · Houle · Hryvko · Kangert · Korsæth · Loetsenko · López · Minali · Moser · Qojatajev · Sánchez · Stalnov · Tlewbajev · Tsjernetski · Valgren · Villella · Zacharov · Zejts
Ballerini · Bilbao · Bïjigitov · Boaro · Bohórquez · Cataldo · Contreras · Cort · De Vreese · Fominykh · Fraile · Fuglsang · Gïdïç · Gregaard · Groezdev · Hirt · Houle · G. Izagirre · J. Izagirre · Kudus · Loetsenko · López · Natarov · Sánchez · Stalnov · Villella · Zacharov · Zejts
Bennett · Bettiol · Caicedo · Carthy · Clarke · Cort · Craddock · Docker · Guerreiro · Halvorsen · Higuita · Hofland · Howes · Kangert · Keukeleire · Langeveld · Martínez · Morton · Owen · Powless · Rutsch · Scully · Urán · Van den Berg · Van Garderen · Vanmarcke · Villalobos (tot 1 augustus) · Whelan · Woods · Bissegger (stagiair)
Arroyave Cañas · Barta · Beppu · Van den Berg · Bettiol · Bissegger · Caicedo · Camargo · Carr · Carthy · Cort · Craddock · Docker · El Fares · Van Garderen tot en met 21 juni · Guerreiro · Higuita · Hofland · Howes · Keukeleire · Langeveld · Morton · Nakane · Owen · Powless · Rutsch · Scully · Urán · Valgren · Whelan
Arroyave Cañas · Bettiol · Bissegger   · Caicedo · Camargo · Carr · Carthy · Cepeda (vanaf 1/8) · Chaves · Cort · Doull · Eiking · Guerreiro · Healy · Howes (tot 31/7) · Keukeleire · Kudus · Langeveld · Morton (tot 31/7) · Nakane · Padun · Piccolo (vanaf 1/8) · Powless · Quinn · Rutsch · Scully · Shaw · Steinhauser · Urán · Valgren · J. van den Berg · M. van den Berg · Wiśniowski
Amador · Bettiol · Bissegger   · Caicedo · Camargo · Carapaz · Carr · Carthy · Cepeda · Chaves · Cort · de Bod · Doull · Eiking · Healy · Honoré · Keukeleire · Kudus · Padun · Piccolo · Powless · Quinn · Rutsch · Scully · Shaw · Steinhauser · Urán · J. van den Berg · M. van den Berg · Wiśniowski · van der Lee (stagiair)
Abrahamsen · Andersen · Bendixen · Bévort · Blikra  · Blume Levy · Cort · Dversnes · Eiking (vanaf 8/2) · Fredheim · Gudmestad · Hoelgaard · Holter · Hvideberg · A. Johannessen · T. Johannessen · Kristoff · J. Kulset · M. Kulset · S. Kulset · Larsen · Leknessund · Løland · Resell · Sander Hansen · Skaarseth · Tiller · Urianstad · Wallin · Wærenskjold